# Берново (Черновицкая область)
Бе́рново (укр. Бернове) — село в Кельменецкой поселковой общине Днестровского района Черновицкой области Украины.
До 2020 года входило в Кельменецкий район
Расположено на правом берегу Днестра.
Население по переписи 2001 года составляло 1125 человек. Почтовый индекс — 60120. Телефонный код — 3732. Код КОАТУУ — 7322080801.